# Ахтубінськ (авіабаза)
Ахтубінськ — військово-повітряна база в Астраханській області за 2 км від північно-східної околиці Ахтубінська. Інші назви: Володимировка (за назвою найближчої залізничної станції), Жасмін (умовне найменування аеродрому в радянський період). Містоутворююче підприємство міста Ахтубінськ.
Аеродром належить 929-му Державному льотно-випробувального центру Міністерства оборони імені В. П. Чкалова. Використовується для випробувальних і тренувальних польотів військових повітряних суден. За 20 км від аеродрому розташований найбільший авіаполігон в Росії — Грошево (Володимировка).

## Історія
У 2013 році на аеродромі побудована нова бетонна ЗПС 12L/30R розмірами 4000×65 м. Вартість будівництва склала 4,3 мільярда рублів. Другу чергу реконструкції військового аеродрому розпочато 1 червня 2017 року. З того часу аеродром став здатний приймати літаки дальньої авіації.

### Російсько-українська війна
Аеродром використовується для атак по території України.
8 червня 2024 року авіабаза, що розташована за 589 км від лінії бойового зіткнення, зазнала атаки. За повідомленням ГУР, декілька БПлА влучили по військовому аеродрому, а також вперше уражено новітній винищувач п'ятого покоління Су-57.

## Загальна інформація про авіабазу
- Найменування: Ахтубінськ (Akhtubinsk)
- КТА: N48.30808° E046.20297°
- Перевищення: 7 м (1 гПа)
- Позивний — підхід 124.0 МГц «Грачевка»
- Нкр 600 м
- Регламент роботи — діючий
- ВПП 1: 12R/30L, 2500х49
- Освітлення: постійне
- Коло польотів: RL
- Покриття: тверде (бетон)
- ВПП 2: 10/28, 4017х70
- Освітлення: за запитом
- Коло польотів: немає
- Покриття: тверде (бетон)
- ВПП 3: 12L/30R, 4000х60
- Освітлення: немає
- Коло польотів: RL
- Покриття: тверде (залізобетон)
- ВПП 4: 05/23, 2407х18
- Освітлення: немає
- Коло польотів: немає
- Покриття: тверде (залізобетон).

Примітка: ШЗПС-10/28 не використовується, маркування немає.